# Santa Maria della Divina Provvidenza a Testaccio
Santa Maria della Divina Provvidenza a Testaccio ou Igreja De nossa Senhora da Divina Providência em Testácio era uma igreja de Roma, Itália, localizada no rione Testaccio, na via Alessandro Volta. Foi desconsagrada no final do século XX e era dedicada a Nossa Senhora.

## História
As Filhos da Divina Providência (em italiano:  Figlie della Divina Provvidenza) é uma irmandade religiosa fundada por Maria Elena Bettini, em 1832, com o objetivo de educar garotas pobres. A fundação se deu com a ajuda dos barnabitas de San Carlo ai Catinari, perto de cuja igreja foi aberta a primeira escola conventual. A nova congregação deve seu nome ao famoso ícone preservado na igreja.
O primeiro convento foi transferido para Testaccio quando a região, até então despopulada, passou a ser ocupada pelos novos operários romanos. O novo complexo foi projetado por Antonio Lenti e finalmente completado em 1889. Havia uma cozinha de sopa, um orfanato e uma escola para garotas e a igreja foi a primeira no rione — a nova paróquia de Santa Maria Liberatrice a Monte Testaccio seria fundada depois.
Este convento foi a casa mãe da congregação até o final do século XX, quando se mudou para a via Matteo Bartoli 255. 
O complexo, que chegou a incluir um pequeno hospital, foi fechado em 2008 e a diocese não lista mais esta igreja, o que pressupõe que ela tenha sido desconsagrada.